# Ona Munson
Ona Munson (* 16. Juni 1903 oder 1910 in Portland, Oregon; † 11. Februar 1955 in New York City; eigentlich Owena Wolcott) war eine US-amerikanische Schauspielerin.

## Leben
Ona Munson begann ihre Karriere am Theater. Mitte der 1920er-Jahre wurde sie mit dem Broadway-Musical No, No, Nanette bekannt. Das Stück markierte den Beginn ihrer recht erfolgreichen Bühnen- und Radiolaufbahn. Später erhielt sie auch Angebote beim Film. Nachdem sie in dem Stummfilm The Head of the Family erstmals auf der Leinwand erschienen war, wurde ihr in dem Musikfilm Going Wild (1930) die weibliche Hauptrolle übertragen. Es folgten 1931 weitere Auftritte in The Hot Heiress und Broadminded; doch nach Spätausgabe (Five Star Final, 1931) zog sie sich, ihrem ersten Mann zuliebe, für mehrere Jahre ins Privatleben zurück.
Schon bald nach ihrer Scheidung nahm sie 1938 mit His Exciting Night ihre Leinwandkarriere wieder auf. Ein knappes Jahr später wurde ihr in Gone with the Wind die Rolle der Prostituierten Belle Watling anvertraut, obwohl ihre schmale, blass-blonde Erscheinung so gar nicht den gängigen Vorstellungen von einer Südstaaten-Schönheit entsprach. Doch nach Probeaufnahmen war David O. Selznick davon überzeugt, in ihr die richtige Darstellerin gefunden zu haben. Zu diesem Eindruck hatte nicht nur das Können der Kostüm- und Maskenbildner, sondern auch die verführerisch-rauchige Stimme der Munson beigetragen, die der Figur den nötigen Sex-Appeal verlieh.
In der Folgezeit wurden der Darstellerin häufig ähnlich gelagerte Rollen in Western wie Wagons Westward, Lady from Louisiana und Idaho angeboten. Die wohl interessanteste Aufgabe ihrer gesamten Filmlaufbahn erhielt sie 1941 in The Shanghai Gesture. In diesem düsteren Drama, das als letzte bedeutende Arbeit des Regisseurs Josef von Sternberg gilt, spielte sie die chinesische Spielhöllenbesitzerin Mother Gin Sling, die sich auf perfide Weise an ihrem Ex-Geliebten rächt. Dank ihres maskenhaften Make-ups und der ausgefallenen Frisur war sie jedoch kaum wiederzuerkennen.
1947 drehte sie mit dem Thriller The Red House ihren letzten Spielfilm, nachdem die Filmangebote seit Mitte der 1940er-Jahre immer seltener wurden. In den 1950er-Jahren trat sie auch im Fernsehen auf und war jeweils in einer Folge der Serien Broadway Television Theatre (1952) und Armstrong Circle Theatre (1953) zu sehen.
In ihren letzten Lebensjahren von zunehmend schlechter Gesundheit geplagt, nahm sich Ona Munson 1955 mit einer Überdosis Schlaftabletten das Leben. Die Schauspielerin war insgesamt drei Mal verheiratet: In erster Ehe mit dem Drehbuchautor und Filmregisseur Edward Buzzell von 1927 bis 1937, von 1941 bis 1947 mit Stewart McDonald sowie von 1949 bis zu ihrem Tod mit dem surrealistischen Maler Eugene Berman.

## Filmografie

### Stummfilme
- 1928: The Head of the Family (im Vorspann nicht genannt)

### Tonfilme
- 1930: Going Wild
- 1931: The Hot Heiress
- 1931: Broadminded
- 1931: Spätausgabe (Five Star Final)
- 1938: His Exciting Night
- 1938: Dramatic School (im Vorspann nicht genannt)
- 1938: Scandal Sheet
- 1939: Legion of Lost Flyers
- 1939: Vom Winde verweht (Gone with the Wind)
- 1939: The Big Guy
- 1940: Wagons Westward
- 1941: Lady from Louisiana
- 1941: Abrechnung in Shanghai (The Shanghai Gesture)
- 1941: Wild Geese Calling
- 1942: Drums of the Congo
- 1943: Idaho
- 1943: The Cheaters
- 1945: Liebe in der Wildnis (Dakota)
- 1947: The Red House
- 1952: Broadway Television Theatre – Folge: Craig’s Wife (Fernsehserie)
- 1953: Armstrong Circle Theatre – Folge: The Right Approach (Fernsehserie)